# Football Club Vivi
Actualités
Le FC Vivi est un club de football congolais basé à Uvira au Sud-Kivu. Leurs matchs sont joués à domicile au Stade Kamanyola d'Uvira.
Le club est considéré comme le premier club de la cité d'Uvira et a un palmarès élevé au niveau territorial.
Le maillot du club est dominé par le noir et le blanc, le club est surnommé les corbeaux d'Uvira, comme l'OC Bukavu Dawa (corbeaux du Sud-Kivu), TP Mazembe (corbeaux de Lubumbashi).